# Insurrezione ateniese del 22 luglio 1943
L'insurrezione ateniese del 22 luglio 1943, nota anche come manifestazione di Atene del 22 luglio 1943 (in greco: Διαδήλωση της 22ας Ιουλίου 1943) fu una protesta di massa che ebbe luogo ad Atene, nella Grecia occupata dall'Asse, il 22 luglio 1943 contro il piano tedesco di espandere la zona di occupazione bulgara nella Macedonia greca.
Nonostante il numero di morti e feriti, la manifestazione ebbe successo e l'espansione della zona di occupazione bulgara fu cancellata.

## Antefatti

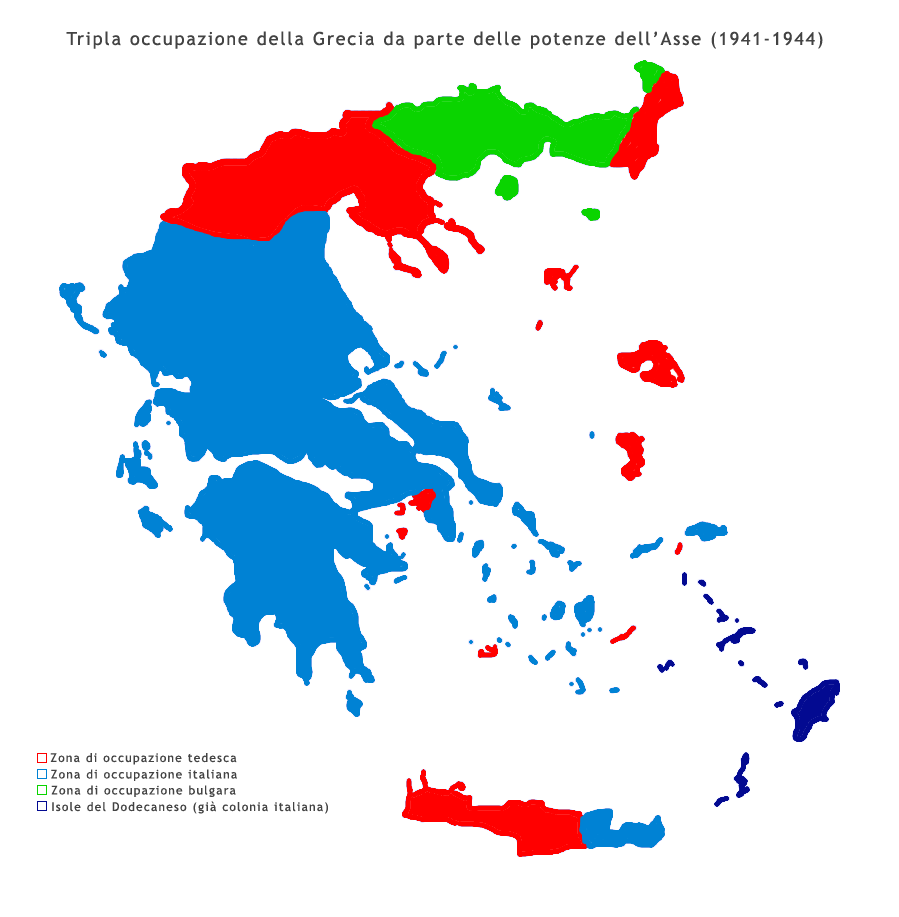
Zone di occupazione della Grecia

Dopo la caduta della Grecia nell'aprile del 1941, il paese fu occupato in modo tripartito, diviso tra Germania, Italia e Bulgaria. Alla Bulgaria fu affidato il controllo delle isole di Taso e Samotracia e di una zona tra i fiumi Strymon e Nestore, che in seguito si estese fino ad Alessandropoli. I tedeschi mantennero due terzi dell'Evros, la Macedonia centrale e occidentale, alcune isole dell'Egeo, l'Attica e la maggior parte di Creta. I restanti territori greci finirono in mano italiana. Il 14 maggio 1941 la Bulgaria annesse ufficialmente i territori occupati, da tempo bersaglio dell'irredentismo bulgaro. Fu lanciata una massiccia campagna di bulgarizzazione, che vide la deportazione di tutti i funzionari greci locali. Fu vietato l'uso della lingua greca e i nomi delle città e dei luoghi furono cambiati in bulgaro. Inoltre, il governo bulgaro cercò di alterare la composizione etnica della regione, espropriando terreni e case ai greci a favore di coloni bulgari, e introducendo il lavoro forzato e restrizioni economiche per i greci nel tentativo di costringerli a migrare.

## Storia
Durante l'estate del 1943, l'imminente uscita dell'Italia dalla guerra, di cui tutti avevano presagio, e il conseguente ritiro delle truppe italiane dai Balcani avrebbe costretto i tedeschi a impegnare un maggior numero di truppe dell'Asse in compiti di presidio in sostituzione degli italiani. Così, all'inizio del luglio 1943, Adolf Hitler chiese al governo bulgaro di estendere la sua zona di occupazione ad altri territori in Serbia e Macedonia greca. La notizia fu accolta con fervente resistenza dal popolo greco, che non voleva vedere ulteriormente diminuite le proprie libertà. Il 13 luglio ad Atene è stato indetto uno sciopero di protesta che ha avuto un grande successo, paralizzando quasi completamente la città per 24 ore. Proteste simili sono state organizzate a Salonicco e in città più piccole della Grecia settentrionale. Un secondo sciopero generale, coordinato dal giovane comunista Mikīs Theodōrakīs, fu organizzato dal Fronte di Liberazione Nazionale il 22 luglio, e radunò tra le 100 000 e le 300 000 persone nel centro di Atene. Una folla imponente tentò di marciare da Piazza Omonoia verso Piazza Syntagma, ma si imbatté in una barricata eretta dalle forze meccanizzate dell'esercito tedesco, dalla cavalleria italiana e dalla polizia greca del governo collaborazionista. I manifestanti furono colpiti durante il tentativo di sfondare la barricata e sono stati costretti a ritirarsi, lasciando dietro di sé 22 morti e diverse centinaia di feriti. Operai e studenti universitari parteciparono in gran numero alla protesta. Molti di loro sono stati uccisi, investiti dai veicoli blindati o fucilati. Tra loro, Panagiota Stathopoulou (in greco Παναγιώτα Σταθοπούλου) e Koula Lili (in greco Κούλα Λίλη) sono due delle più ricordate oggi. Subito dopo la protesta, i piani per estendere la zona di occupazione bulgara furono rinviati indefinitamente e non si concretizzarono mai.